# Israel Martínez
José Israel "Jagger" Martínez Salas (ur. 14 marca 1981 w mieście Meksyk) – meksykański piłkarz występujący na pozycji środkowego pomocnika, obecnie zawodnik Veracruz.